# Черкезишвили, Нанула Георгиевна
Нанула Георгиевна Черкезишвили, другой вариант имени — Нанули (1940, Гори, Грузинская ССР — неизвестно, Аджарская АССР, Грузинская ССР) — ткачиха Горийского хлопчатобумажного комбината Министерства лёгкой промышленности Грузинской ССР. Герой Социалистического Труда (1966). Депутат Верховного Совета СССР 7-го созыва.

## Биография
Родилась в 1940 году в Гори. После окончания местной сельской школы с 1959 году трудилась на Горийском хлопчатобумажном комбинате. За короткий период освоила свою рабочую специальность и стала высококлассной ткачихой-многостаночницей, показывая высокие трудовые результаты и вырабатывая продукцию высокого качества. Участвовала в стахановском движении вместе с коллегой-ткачихой Еленой Самсоновной Гегелашвили.
С 1963 года, обслуживая несколько ткацких станков, ежедгнвнео перевыполняла плановые задания на 120 %. Досрочно выполнила личные социалистические обязательства и плановые задания Семилетки (1959—1965). Указом Президиума Верховного Совета СССР от 2 апреля 1966 года удостоена звания Героя Социалистического Труда за «достигнутые успехи в развитии сельского хозяйства, промышленности и науки Грузинской ССР» с вручением ордена Ленина и золотой медали «Серп и Молот» (№ 10886).
В ноябре 1966 года вступила в КПСС. В 1970 году окончила Горийский государственный педагогический институт имени Николаза Бараташвили, после которого перешла на партийную работу.
Избиралась депутатом Верховного Совета СССР 7-го созыва (1966—1970), Горийского городского Совета депутатов трудящихся.
После выхода на пенсию проживала в Гори.